# Стяг (подразделение)
Стя́г (также знамя) — организационно-тактическая единица в средневековом рыцарском войске, состоявшая из 20—25 копий.
Формирование объединялось под командованием рыцаря-баннерета. Как правило, члены стяга происходили из одной определённой местности. Вообще о составе средневековых подразделений мало что известно; возможно, стяги объединялись в более крупные боевые единицы — полки, которыми также командовали баннереты.
В Восточной Европе аналогом стяга была хоругвь, состоявшая из 25—80 копий. Позднее, в XVI—XVIII веках, в польской армии хоругви играли роль аналога роты.
Стяги входили в состав древнерусского войска. Каждая из единиц имела своё знамя, отличавшее её от других. Со временем название перешло от символа к части. В XII—XII веках войско считали по стягам. В «Сказании о Мамаевом побоище» под словом «стяг» подразумевается не только знамя, но военное формирование.